# Audi Q5
Audi Q5 je SUV njemačke marke Audi i proizvodi se od 2008. godine u Audijevoj tvornici u Ingolstadtu. Pozicioniran je ispod većeg modela Q7.

## Motori
Benzin
| Model                     | Obujam cm³                | Max. snaga kW (ks)        | Max. broj okretaja        | Proizvodnja               |                           |                           |                           |
| Redni motori s 4 cilindra | Redni motori s 4 cilindra | Redni motori s 4 cilindra | Redni motori s 4 cilindra | Redni motori s 4 cilindra | Redni motori s 4 cilindra | Redni motori s 4 cilindra | Redni motori s 4 cilindra |
| ------------------------- | ------------------------- | ------------------------- | ------------------------- | ------------------------- | ------------------------- | ------------------------- | ------------------------- |
| 2.0 TFSI                  | 1984                      | 155 (211)                 | 350                       | od 2008.                  |                           |                           |                           |
| 2.0 TFSI                  | 1984                      | 132 (180)                 | 320                       | od 2009.                  |                           |                           |                           |
| V6                        |                           |                           |                           |                           |                           |                           |                           |
| 3.2 FSI                   | 3197                      | 199 (270)                 | 330                       | od 2009.                  |                           |                           |                           |

Diesel
| Model                     | Obujam cm³                | Max. snaga kW (ka) pri min-1 | Max. broj okretaja Nm pri min-1 | Proizvodnja               |                           |                           |                           |
| Redni motori s 4 cilindra | Redni motori s 4 cilindra | Redni motori s 4 cilindra    | Redni motori s 4 cilindra       | Redni motori s 4 cilindra | Redni motori s 4 cilindra | Redni motori s 4 cilindra | Redni motori s 4 cilindra |
| ------------------------- | ------------------------- | ---------------------------- | ------------------------------- | ------------------------- | ------------------------- | ------------------------- | ------------------------- |
| 2.0 TDI                   | 1968                      | 105 (143)                    | 320                             | od 2009.                  |                           |                           |                           |
| 2.0 TDI                   | 1968                      | 125 (170)                    | 350                             | od 2008.                  |                           |                           |                           |
| V6                        |                           |                              |                                 |                           |                           |                           |                           |
| 3.0 TDI                   | 2967                      | 176 (240)                    | 500                             | od 2008.                  |                           |                           |                           |

## Vanjske poveznice
- Audi Hrvatska  Arhivirana inačica izvorne stranice od 30. rujna 2009. (Wayback Machine)